# Ямбарка
Ямбарка — река в России. Протекает по землям Пригородного района Свердловской области. Длина реки составляет 31 км. Площадь водосборного бассейна — 410 км². 
Ямбарка запружена в районе села Южакова. Ниже пруда по течению на реке есть Южаковский водопад. Устье реки находится в 144 км по правому берегу реки Нейвы. 

## Населённые пункты
На реке Ямбарке расположены следующие населённые пункты (от истока к устью):
- деревня Маркова[2],
- село Бызово[2],
- деревня Кондрашина,
- село Новопаньшино[2],
- деревня Сартакова[2],
- деревня Сарапулка[2],
- село Южаково[2],
- деревня Зырянка[4],
- деревня Сизикова[4].

## Притоки
- Третьяковка[2] (пр)
- 8,3 км: Шиловка[4] (пр)
- 18 км: Башкарка[2] (лв)

## Данные водного реестра
По данным государственного водного реестра России, река Ямбарка относится к Иртышскому бассейновому округу, водохозяйственный участок реки — Реж (без реки Аяти от истока до Аятского гидроузла) и Нейва (от Невьянского гидроузла) до их слияния, речной подбассейн реки — Тобол. Речной бассейн реки — Иртыш.
Код объекта в государственном водном реестре — 14010501812111200006457.